# 포르투갈 U-15 축구 국가대표팀
포르투갈 U-15 축구 국가대표팀(포르투갈어: Seleção Portuguesa de Futebol Sub-15)은 포르투갈을 대표하는 15세 이하의 축구 국가대표팀으로, 포르투갈의 축구 관리 기관인 포르투갈 축구 연맹의 관리를 받는다. 2019년에 CONCACAF U-15 선수권 대회와 네이션스컵에 참가해 우승했다.